# Kommunlistan (Avesta)
Kommunlistan (AIP), tidigare Axel Ingmars Lista - Avestapartiet var ett lokalt politiskt parti i Avesta kommun. 

## Historik
Partiet bildades tolv dagar före valet 1994 av den före detta moderate politikern Axel Ingmar (1923-2011). Då partiet inte hann trycka upp egna valsedlar använde man Ny demokratis dito och blev således invald som nydemokrater utan att tillhöra det partiet.
Trots den korta tiden lyckades partiet få 8,4 procent av rösterna och 4 av 49 mandat. I valet 1998 ökade partiet sitt röstetal kraftigt och blev kommunens näst största parti. I valet 2002 tappade aip rejält och blev kommunens fjärde största parti. I valet 2006 minskade partiets stöd och mandatantalet halverades till 2 av 41 och detta antal behölls i valet 2010, men i valet 2014 tog ökade partiet och fick 3 mandat.

## Valresultat
| År   | Röster | %    | Mandat  |
| ---- | ------ | ---- | ------- |
| 1994 | –      | 8,4  | 4 av 49 |
| 1998 | –      | 13,1 | 5 av 49 |
| 2002 | 1 308  | 9,92 | 4 av 49 |
| 2006 | 634    | 4,65 | 2 av 49 |
| 2010 | 588    | 4,14 | 2 av 49 |
| 2014 | 921    | 6,32 | 3 av 49 |